# Gonioctena interposita
Gonioctena interposita là một loài bọ cánh cứng trong họ Chrysomelidae. Loài này được Franz & Palmén miêu tả khoa học năm 1950.